# One Night’s Anger
A One Night's Anger (magyarul: Egy éjszakás harag) egy dal, amely Albániát képviselte a 2014-es Eurovíziós Dalfesztiválon.
A dal a 2013. december 28-án rendezett albán nemzeti döntőben nyerte el az indulás jogát, ahol a zsűri szavazatai alakította ki a végeredményt. A dal Zemërimi i një nate  címmel, albánul, 69 ponttal az első helyen végzett a 16 fős mezőnyben.
A dalt az albán Hersi adta elő angol nyelven Koppenhágában a május 6-i első elődöntőben.

## Külső hivatkozások
- Dalszöveg
- A Zemërimi i një nate című dal előadása az albán nemzeti döntőben
- A One Night's Anger című dal videóklipje
- A dal első próbája a koppenhágai arénában
- A dal második próbája a koppenhágai arénában
- A dal előadása az Eurovíziós Dalfesztivál első elődöntőjében